# 中国佛学院灵岩山分院
中国佛学院灵岩山分院是中国佛学院的分院之一，属中级佛学院，位于中国江苏省苏州市灵岩山。

## 沿革
该院创立前，灵岩山曾有佛教教育机构。1943年灵岩山寺开办念佛堂临时研究班，1944年更名为西有研究社，该社首任社长为妙真和尚。1948年，该社扩建为灵岩山寺净宗佛学院，1959年停办。
1980年，中国佛学院灵岩山分院建立，1980年12月10日正式开学。

## 历任院长
念佛堂临时研究班
- 释妙真（1943年-1944年）

西有研究社社长
- 释妙真（1944年-1948年）

净宗佛学院院长
- 释妙真（1948年-1959年）

中国佛学院灵岩山分院院长
名誉院长
- 释明开（1980年-1994年）

院长
- 释明旸（1980年-2002年）
- 释明学（2002年-）